# Ice Cream Cake
Ice Cream Cake – pierwszy minialbum południowokoreańskiej grupy Red Velvet, wydany 17 marca 2015 roku przez wytwórnię SM Entertainment. Ukazał się w dwóch edycjach „Ice Cream Cake” i „Automatic”. Płytę promowały single „Ice Cream Cake” i „Automatic”. Sprzedał się w nakładzie 73 540 egzemplarzy w Korei Południowej (stan na luty 2018 r.).

## Tło i promocja
11 marca 2015 roku SM Entertainment oficjalnie przedstawiło byłą stażystkę z SM Rookies, Yeri, jako nową członkinuię Red Velvet za pośrednictwem wideo przesłanego na swój oficjalny kanał YouTube. Tego samego dnia ujawnili tytuł pierwszego minialbumu grupy – Ice Cream Cake. Agencja potwierdziła, że grupa będzie promowała z dwoma głównymi piosenkami – „Ice Cream Cake” i „Automatic”. 14 marca został wydany teledysk do utworu „Automatic”, a dzień później ukazał się teledysk do drugiej piosenki.
SM Entertainment zapowiedziało program, w którym Red Velvet będą promowały swój nowy album – Ice Cream TV; program był emitowany przez Naver Music i był prowadzony przez Minho z zespołu Shinee. Oprócz występów na żywo, grupa mówiła także o nowym albumie i ich „comebacku”.
Piosenka „Ice Cream Cake” wygrała w programach muzycznych, m.in. w Music Bank, M Countdown, Inkigayo oraz Show Champion.

## Lista utworów
| Nr | Tytuł                                     | Słowa                        | Kompozycja                                                                               | Aranżacja                                                                                | Czas |
| -- | ----------------------------------------- | ---------------------------- | ---------------------------------------------------------------------------------------- | ---------------------------------------------------------------------------------------- | ---- |
| 1. | "Ice Cream Cake"                          | Jo Yoon-kyung, Kim Dong-hyun | Hayley Aitken, Sebastian Lundberg, Fredrik Haggstam, Johan Gustafson a.k.a Trinity Music | Hayley Aitken, Sebastian Lundberg, Fredrik Haggstam, Johan Gustafson a.k.a Trinity Music | 3:11 |
| 2. | "Automatic"                               | Choi So-young (Jam Factory)  | Daniel "Obi" Klein, Charli Taft                                                          | Daniel "Obi" Klein, Charli Taft                                                          | 3:30 |
| 3. | "Somethin Kinda Crazy"                    | Kenzie                       | Kenzie, Teddy Riley, DOM, Lee Hyun-seung for TRX, Charli Taft                            | Kenzie, Teddy Riley, DOM, Lee Hyun-seung for TRX, Charli Taft                            | 3:19 |
| 4. | "Stupid Cupid"                            | Sung Hyun-bin                | Andrew Choi, 220, Hayley Aitken, Cha Cha Malone                                          | Andrew Choi, 220, Hayley Aitken, Cha Cha Malone                                          | 3:29 |
| 5. | "Take It Slow"                            | G-High, Lee Ju-hyung         | G-High, Lee Ju-hyung                                                                     | G-High, Lee Ju-hyung                                                                     | 3:31 |
| 6. | "Candy" (kor. 사탕(Candy) Satang (Candy)) | Hong Ji-yoo                  | Claire Rodrigues Lee, Kevin Charge                                                       | Score                                                                                    | 4:22 |

## Notowania
| Lista                    | Pozycja |
| ------------------------ | ------- |
| Gaon Weekly Album Chart  | 1       |
| Gaon Monthly Album Chart | 8       |
| Gaon Yearly Album Chart  | 50      |
| Five Music (Tajwan)      | 4       |